# 施瓦尔
施瓦尔是德国莱茵兰-普法尔茨州的一个市镇。总面积1.77平方公里，总人口339人，其中男性152人，女性187人（2011年12月31日），人口密度192人/平方公里。